# Sông Ciliwung
Sông Ciliwung (tiếng Indonesia: Sungai Ciliwung) là một con sông ở Jakarta, Indonesia. Sông này chảy từ nguồn gần Puncak trên cao nguyên của Tây Java đến Vịnh Jakarta.
Khoảng năm 1720, có nhiều nhà máy đường đã được xây dọc theo con sông này. Trong số 130 nhà máy đường, có 50 nhà máy nằm bên bờ sông. Các nhà máy này thường ném rác đường xuống sông gây ô nhiễm.